# Єзуїтські місії регіону Гуарані
Єзуїтські місії регіону Гуарані — кілька місій, збудованих єзуїтами в 17-18 століттях на території сучасних Аргентини, Бразилії і Парагваю з ціллю навернення індіанців гуарані до католицтва і, частково, з ціллю захисту індіанців від захоплення їх у рабство.
Єзуїтські редукції створив Орден єзуїтів у районах, населених племенами тупі-гуарані, переважно на території сучасного Парагваю, потім — на частині територій нинішніх Аргентини, Бразилії, Болівії та Уругваю.
1983 року (продовжено 1984), руїни п'яти місій внесли до списку Світової спадщини ЮНЕСКО.
- Сан-Іґнасіо-Міні (ісп. San Ignacio Mini, Аргентина)
- Санта-Ана (ісп. Santa Ana, Аргентина)
- Нуестра-Сеньйора-де-Лорето (ісп. Nuestra Señora de Loreto, Аргентина)
- Санта-Марія-Майор (ісп. Santa Maria Mayor, Аргентина)
- Сан-Мігель-дас-Місойнс (порт. São Miguel das Missões, Бразилія)